# Axel Huber (Heimatforscher)

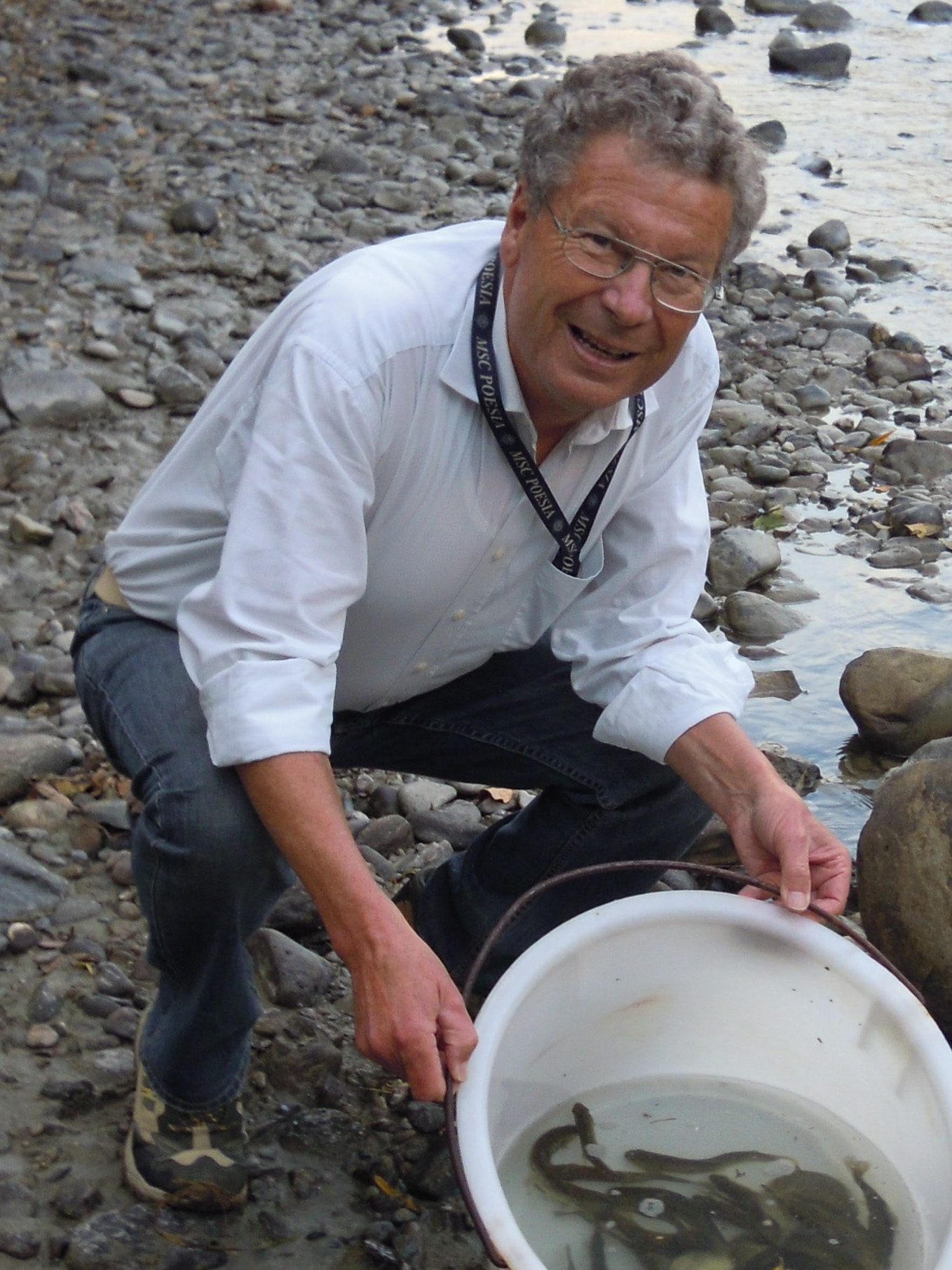
Axel Huber um 2013

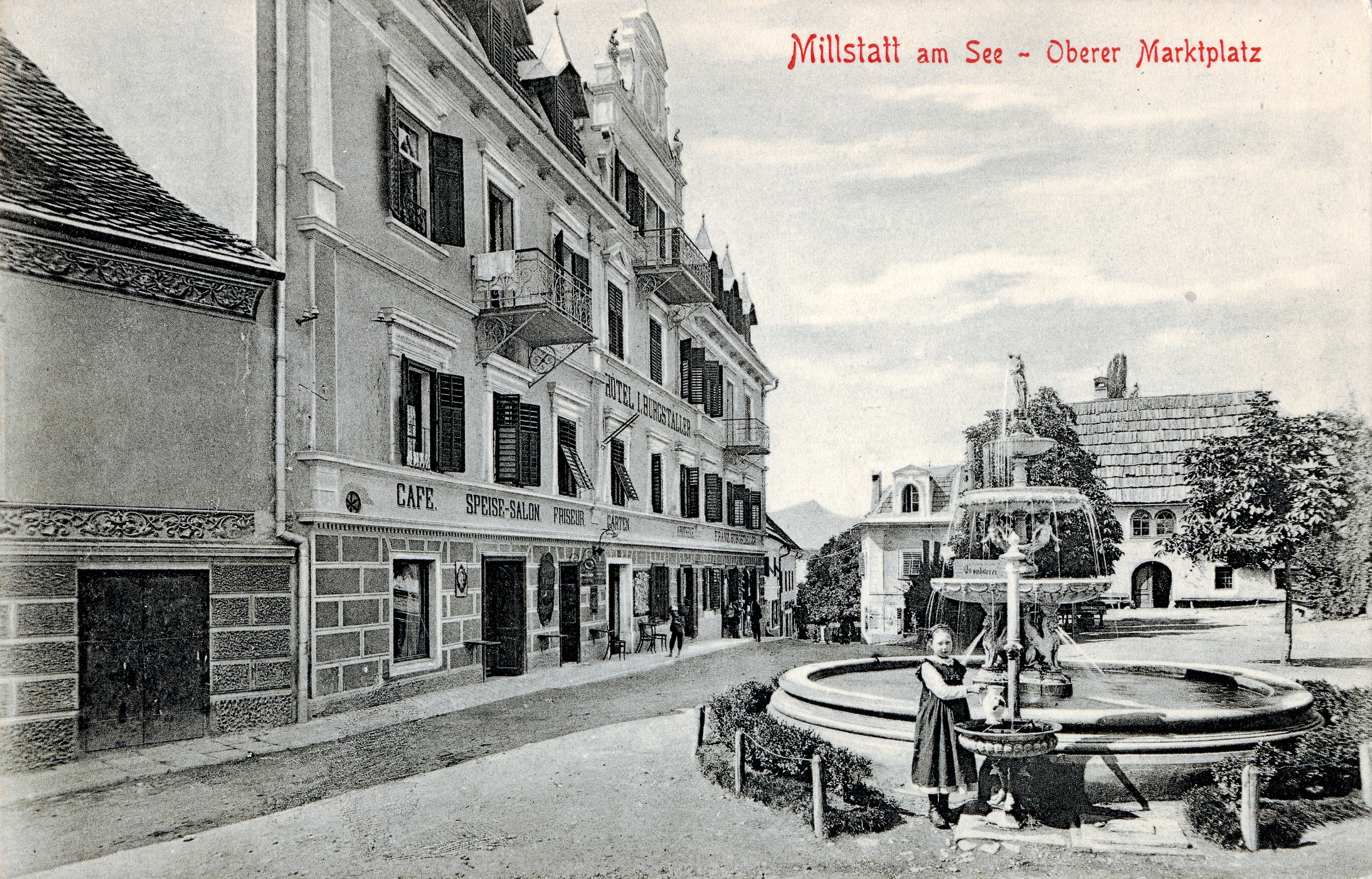
Links der einstweilen demolierte Millstätter Hof, das Geburtshaus von Axel Huber

Hans Axel Huber (* 21. Juni 1942 in Millstatt am See; † 27. Juli 2019 in Spittal an der Drau) war ein österreichischer Chronist, Heimatforscher und Taucher. Sein Interesse galt der Geschichte Kärntens. Er veröffentlichte rund 70 Fachbeiträge, viele davon in der geschichtswissenschaftlichen Zeitschrift Carinthia, sowie drei Bücher. Zwei große thematische Schwerpunkte seiner Arbeit waren Steindenkmäler, insbesondere Felsritzungen (Petroglyphen) und Fastentücher in römisch-katholischen Kirchen.

## Leben

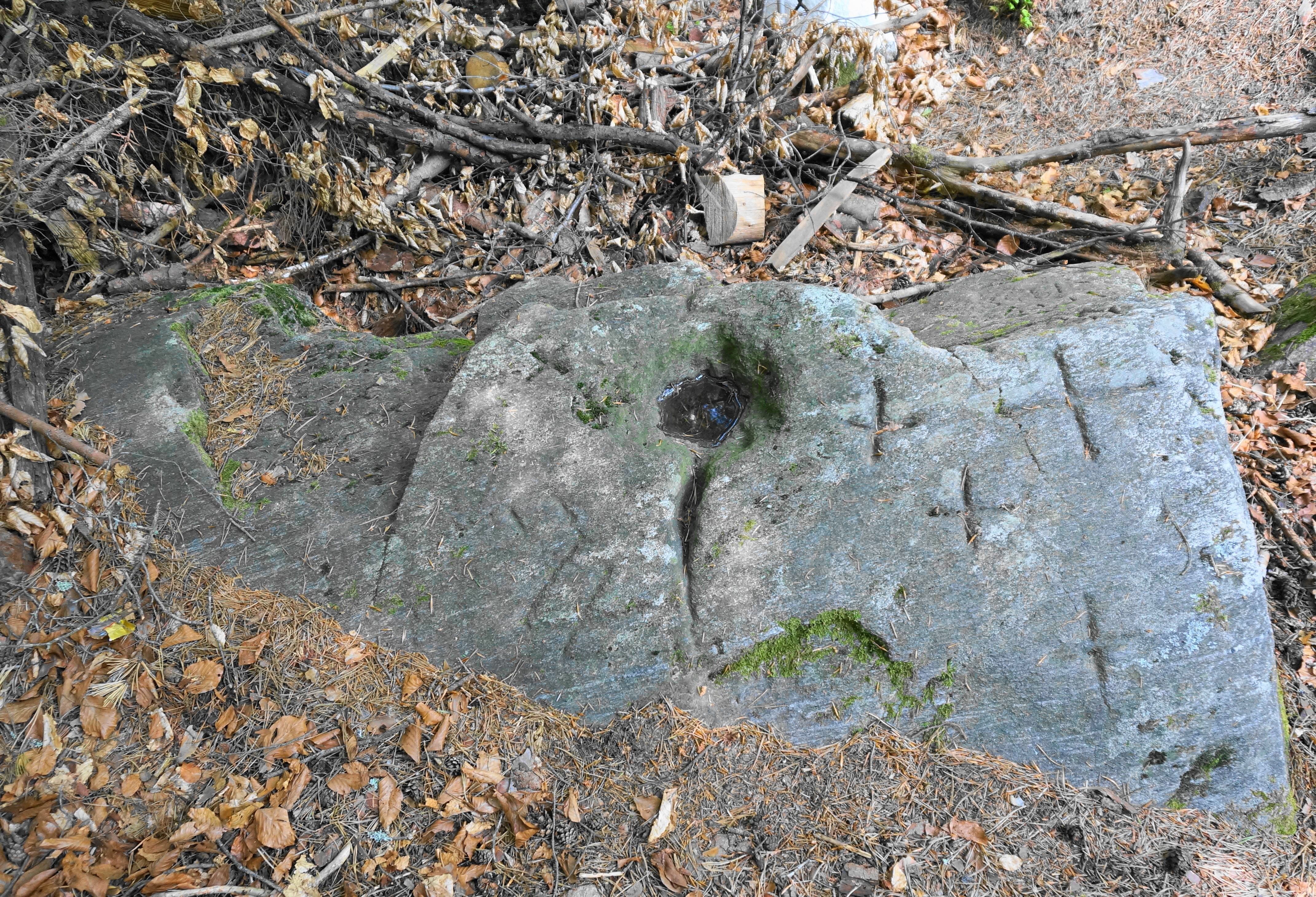
Kreuzstein am Fratresberg

Hans Axel Huber entstammte einer alteingesessenen Hoteliersfamilie in Spittal und ist im 2010 demolierten Millstätter Hof (davor Hotel Burgstaller) geboren. In Millstatt und Spittal besuchte er die Volksschule und maturierte in Klagenfurt. Er studierte einige Zeit Vermessungswesen an der Universität Graz und wechselte 1966 in das Straßenbauressort des Landes Kärnten zur im Aufbau befindlichen Abteilung Autobahnbau. Huber nutzte seine langen Zugfahrten als Pendler nach Klagenfurt zur Erarbeitung seines umfangreiches geschichtliches Wissen. Ab 1986 war er im Straßenbauamt
Spittal tätig. Ende 1997 wurde er aus gesundheitlichen Gründen pensioniert. Von 1971 bis 2019 lebte er in Seeboden am Millstätter See.

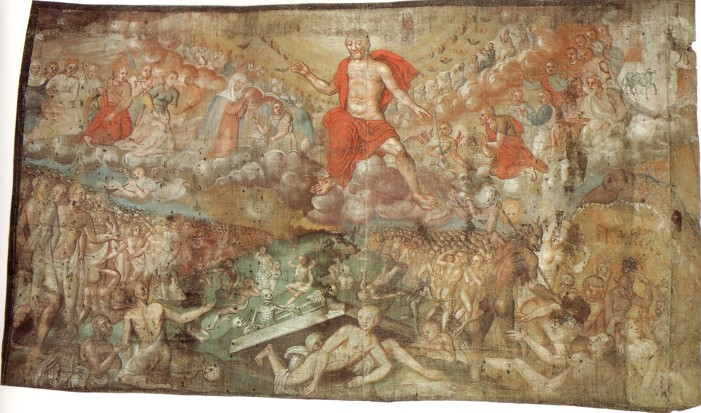
Millstätter Fastentuch

In jungen Jahren war Huber auch aktiver Sporttaucher. 1967 wurde er Vize-Europameister im Orientierungstauchen am Lago Maggiore. Später war er als Funktionär beim Ersten Kärntner Unterwasser-Sportklub EKUS tätig. Reisen aufgrund historischen Interesses und sportlicher Aktivitäten brachten ihn früh in Kontakt mit einem Forschungsprojekt über die kanarischen Guanchen. Deren Steindenkmäler inspirierten ihn zur Analyse besonderer Steine in Kärnten wie dem Kreuzstein am Millstätter-See-Rücken in der Nähe des Egelsees. 2015 schlug er den Kreuzstein für das Listing als mögliches UNESCO-Welterbe vor. Weitere Publikationen über Steindenkmäler sind jene über die Hundskirche in Kreuzen bei Paternion oder den Knappenstein in der Leppener Alm bei Irschen, ein Walenstein (Markierung eines Bodenschatzes) aus der frühen Neuzeit. Immer wieder arbeitete er an einem Kataster der Felsritzungen in Kärnten. In dieses Interessensgebiet fällt auch die Herausgabe Arbeitsblätter über Steinmetzzeichen von Hamböck oder Arbeiten über Schalensteine. Wie bei anderen Interessenbereichen pflegte er Kontakte mit ähnlichen Forschungsprojekten wie z. B. mit Franz Mandl mit ANISA zur Erforschung hochalpiner Wüstungen im oberen Ennstal. 1996 organisierte und dokumentierte er ein Symposium zum Kärntner Fürstenstein im europäischen Vergleich.

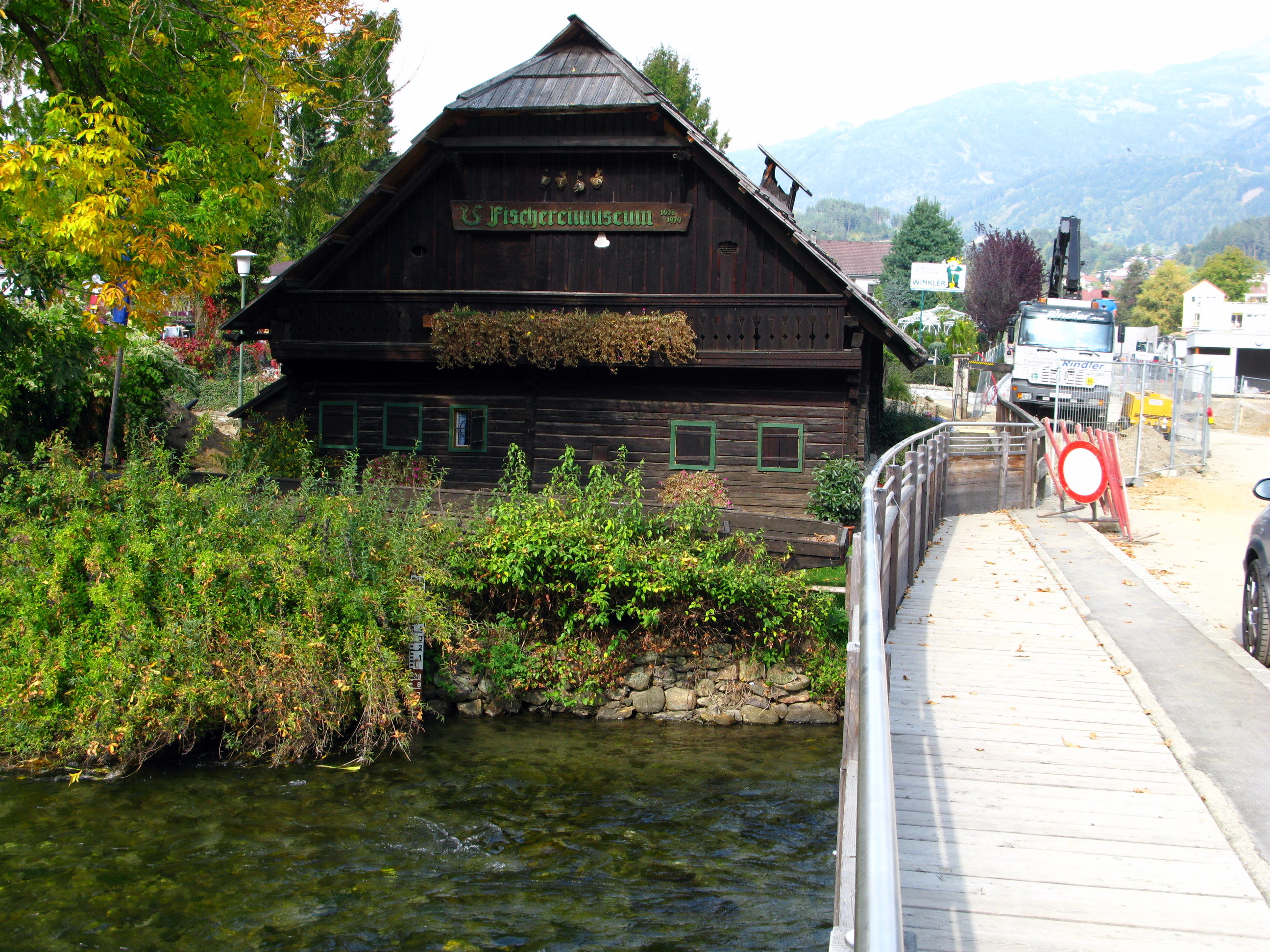
1. Kärntner Fischereimuseum

Als Folge einer intensiven fotografischen Dokumentation des Millstätter Fastentuchs begann er sich mit der Geschichte der Fastentücher zu beschäftigen. Über das Millstätter Fastentuch entstand ein Buch. Ein weiteres Fastentuch, dessen Geschichte er analysierte ist jenes von Maria Bichl bei Lendorf im Drautal. Anlässlich 400 Jahre Millstätter Fastentuch organisierte er 1993 eine Tagung.
Soweit es ihm zeitlich möglich war, engagierte er sich bei lokalen Ausgrabungsprojekten z. B. am Ringwall Hochgosch (Denkmallisteneintrag) oder bei der Ausgrabung des ältesten Kärntner Klosters in Molzbichl. Einige Beiträge entstanden über die Filialkirche Baldersdorf. Er steuerte mehrere Beiträge zum „Symposium zur Geschichte von Millstatt und Kärnten“ von Franz Nikolasch bei. Die Herausgabe von Robert Eislers Geschichte von Millstatt, die erste zusammenfassende Ortsgeschichte, die infolge des Ersten Weltkriegs nicht erschienen ist, war ihm ein Anliegen.
Die Förderung lokaler Geschichtsprojekte war ihm ein großes Anliegen, wie des 1. Kärntner Fischereimuseums in seinem Heimatort oder die Zugänglichkeit archäologischer Stätten wie die frühchristliche Kirche in Laubendorf, deren Ruinen wieder zugeschüttet wurden. 2014 beschäftigte sich Huber mit einer alten Kapelle in Dellach, die von den Jesuiten als Zeichen des Triumphs nach dem Millstätter Bauernaufstand (Paul Zopf) erbaut wurde und später noch einmal politischen Zwecken diente. Weitere Aktivitäten waren die Zugänglichkeit Millstätter Jesuitengruft im Untergeschoß der gotischen Fronleichnamskapelle (Siebenhirter Kapelle) im Stift Millstatt (2015) oder die Errichtung eines Gedenksteins für die Opfer des Millstätter Sees (2018).
1999 erhielt er für seine Verdienste um die historische Landeskunde Kärntens die Ehrenmedaille des Geschichtsvereins für Kärnten.

## Veröffentlichungen (Auswahl)
- Axel Huber: Das Millstätter Fastentuch – 12 Szenen aus dem Alten Testament und 29 Szenen aus dem Neuen Testament. Heyn, Klagenfurt 1987, ISBN 3-85366-526-8.
- Robert Eisler: Geschichte von Millstatt: [Festschrift] 75 Jahre Österreichische Bundesforste 1925–2000. Hrsg.: Axel Huber. Marktgemeinde Millstatt, Millstatt am See 2000 (251 S.).
- Erich Hamböck: Arbeitsblätter über Steinmetzzeichen: Versuch einer flächendeckenden Bestandsaufnahme im Bundesland Kärnten, durchgeführt in den Jahren 1950–1965. Hrsg.: Axel Huber. Seeboden 1993, S. 264.
- Axel Huber (Hrsg.): 400 Jahre Millstätter Fastentuch: ein Tagungsbericht sowie Bildtexte zu jeder Szene des Millstätter Fastentuches in italienischer Sprache; [Tagungsbericht über das am 4. April 1993 in Millstatt veranstaltete Symposium 400 Jahre Millstätter Fastentuch]. Seeboden 1993 (69 S.).
- Axel Huber (Hrsg.): Der Kärntner Fürstenstein im europäischen Vergleich: Tagungsbericht; Symposium Gmünd, 20. bis 22. September 1996. Seeboden 1997 (246 S.).
- Axel Huber: Andreas Bühler aus Gmünd in Kärnten und seine spätgotischen Kirchenbauten in Graubünden. In: Geschichtsverein für Kärnten (Hrsg.): Carinthia I. 196. Jahrgang. Klagenfurt 2006, S. 305–328.
- Axel Huber: Überlegungen zur Wasserversorgung von Teurnia. Eine römische Quellfassung in Seeboden? In: Geschichtsverein für Kärnten (Hrsg.): Carinthia I. 208. Jahrgang. Klagenfurt 2018, S. 67–94.
- Axel Huber: Die erste deutschsprachige Beschreibung der Insel Malta durch Hieronymus Megiser (1557–1619). In: Geschichtsverein für Kärnten (Hrsg.): Carinthia I. 208. Jahrgang. Klagenfurt 2018, S. 249–258.
- Axel Huber: Die Chronik des Michael Gothard Christalnick und Hieronymus Megisers Annales Carinthiæ. Zum 400. Todestag Megisers (1557–1619). In: Geschichtsverein für Kärnten (Hrsg.): Carinthia I. 208. Jahrgang. Klagenfurt 2018, S. 259–268.